# Mark Peterson (futbolista)
Mark Peterson (Tacoma; 19 de abril de 1960-7 de julio de 2011) fue un delantero de fútbol estadounidense que jugó en la North American Soccer League, Major Indoor Soccer League y la Western Soccer Alliance. Jugó seis partidos internacionales con la selección de Estados Unidos, anotando un gol.
Fue entrenador del North Tacoma Soccer Club hasta su muerte el 7 de julio de 2011.

## Trayectoria
Eligió renunciar a la universidad y se unió al programa de desarrollo de Seattle Sounders en 1979. En 1980, fue convocado al primer equipo donde tuvo un impacto inmediato.
La Federación de Fútbol de Estados Unidos (FFEU) lo había colocado al equipo nacional, conocido como Team America; hicieron esto para crear un club más unificado y exitoso, sin embargo, varios de los mejores jugadores estadounidenses, incluido Peterson, optaron por no unirse al Team. Esto provocó una considerable consternación y amargura dentro del equipo, ya que los jugadores del Team America criticaron a los que se quedaron con sus equipos de la NASL.
El 2 de octubre, fue seleccionado por el Cosmos de Nueva York en el borrador de dispersión de los Sounders. Nunca jugó para el Cosmos cuando la NASL comenzó a colapsar.
El 24 de noviembre firmó un contrato de dos años con Tacoma Stars de la Major Indoor Soccer League. En marzo de 1987, firmó con el FC Seattle en la Western Soccer Alliance, en el que sería su última experiencia como futbolista.

## Selección nacional
A pesar de su aprobada capacidad de anotar, sólo jugó seis partidos con la selección estadounidense entre 1980 y 1985. En 1980, todavía era un jugador joven y tuvo dificultades para entrar en la primera línea de Estados Unidos de Boris Bandov, Steve Moyers y Angelo DiBernardo.

## Clubes
| Club             | País           | Año       |
| ---------------- | -------------- | --------- |
| Seattle Sounders | Estados Unidos | 1980-1983 |
| Team America     | Estados Unidos | 1983      |
| Tacoma Stars     | Estados Unidos | 1983-1986 |
| FC Seattle       | Estados Unidos | 1987      |